# Fintech
Fintech (förkortning för Financial Technology) är ett samlingsbegrepp för teknologisk innovation inom finanssektorn. Fintech-bolag är specialiserade aktörer som kombinerar finansiella tjänster med mjukvaruteknik. Fintech omfattar i princip alla de aktiviteter som traditionellt sett associeras med det finansiella systemet, till exempel betalningsförmedling, kreditgivning, tillgångsförvaltning och försäkringar, men inkluderar även andra aktiviteter som etablerats utanför ramen för den traditionella finanssektorn, exempelvis digitala tillgångar. Genom användandet av modern teknologi, exempelvis artificiell intelligens, blockkedja, datormoln och big data, kan fintech-aktörer digitalisera, automatisera och skräddarsy sin produkter och tjänster efter deras kunders behov.
Fintech omfattar olika aktörer:
- Nya företag, ofta startups eller scaleups, som genom ny teknologi erbjuder finansiella produkter och tjänster.
- Redan etablerade finansiella aktörer, exempelvis banker, som inkorporerar ny teknik i sina produkter och ingår partnerskap med fintech-företag för att utveckla deras kunderbjudande.[3]
- Stora techbolag, till exempel Apple och Google, som erbjuder finansiella tjänster men inte enbart.[1]

## Investeringar i fintech
En rapport från Accenture visar att investeringen i fintech på global nivå ökat från 930 miljoner USD 2008 till över 12 miljarder USD i början av 2015. Atomicos startuprapport från 2016 visar att Sverige har drygt åtta fintechinvesteringar för varje miljon invånare. I Storbritannien, som hade flest investeringar totalt, var motsvarande siffra 5,2. Enligt Atomico gjordes totalt 82 investeringar i svenska fintechbolag mellan 2011 och 2016. Detta gör Sverige till det land med flest fintech-investeringar per capita.
Under rekordåret 2021 investerades det 238,9 miljarder USD i fintech på global nivå, vilket kan jämföras med de 164,1 miljarder USD som investerades 2022. Amerika (Nord och Syd) stod för den största andelen av det totala investerade beloppet under 2022 med 68,6 miljarder USD, följt av APAC och EMEA där det investerades 50,5 miljarder USD respektive 44,9 miljarder USD.
I Sverige investerades det 1,9 miljarder EUR i fintech under 2022; det högsta beloppet bland de nordiska länderna.

## Fintech i Sverige
I november 2021 uppskattades 509 fintech-företag vara verksamma i Sverige.  Både Sverige, och framförallt Stockholm, har etablerat sig som en av Europas ledande scener för fintech och staden har kallats för "Europas näst största fintech-hub". I Global Fintech Index 2021 hamnade Sverige på plats sju i världsrankingen medan Stockholm hamnade på plats 14 bland städer. Framgångsrika fintech-bolag som Klarna, Izettle, Tink, Trustly, Lendo och Qliro grundades i Stockholm. 
I Sverige finns det en branschförening, Swedish FinTech Association, som verkar för att främja fintechs utveckling i landet. Föreningen grundades 2017 med syfte att öka förståelsen för fintech bland beslutsfattare och myndigheter, och består 2023 av 95 medlemsföretag som är verksamma inom olika fintech-sektorer.